# Cyrtochilum microxiphium
Cyrtochilum microxiphium är en orkidéart som först beskrevs av Heinrich Gustav Reichenbach, och fick sitt nu gällande namn av Friedrich Fritz Wilhelm Ludwig Kraenzlin. Cyrtochilum microxiphium ingår i släktet Cyrtochilum, och familjen orkidéer.
Artens utbredningsområde är Bolivia. Inga underarter finns listade i Catalogue of Life.